# Todd Matshikiza
Todd Tozama Matshikiza (Queenstown (Zuid-Afrika), 1921 – Lusaka, 4 maart 1968) was een Zuid-Afrikaanse jazzpianist, -componist en journalist.

## Biografie
Matshikiza kwam uit een muzikale familie. Zijn vader was organist, zijn moeder zangeres. Hij studeerde af aan St Peter's College in Rosettenville (Johannesburg), studeerde vervolgens muziek en volgde een opleiding tot leraar aan de Fort Hare University. Tot 1947 doceerde hij Engels en wiskunde in Alice. In die tijd componeerde hij al liedjes en koorwerken. Zijn lied Hamba Kahle werd een standardwerk in Zuid-Afrika.
Matshikiza verhuisde in 1947 naar Johannesburg, waar hij pianolessen gaf aan zijn Todd Matshikiza School of Music. Zijn voornaamste interesse in deze tijd was jazzmuziek. Om een vast inkomen te verwerven, moest hij eerst andere beroepen uitoefenen. Hij werkte ook als boekverkoper en zakenman. Hij gaf pianolessen aan zijn neef Pat Matshikiza.
Tussen 1949 en 1954 was hij actief in het Syndicaat van Afrikaanse Kunstenaars, dat muziek in de townships wilde promoten door middel van concerten van gastmuzikanten. Vanaf 1952 schreef hij als journalist voor Drum magazine. Hij had daar onder meer een column waarin hij verslag deed van het townshipcircuit van het toenmalige jazzmekka Sophiatown, waar musici als Kippie Moeketsi en Hugh Masekela actief waren. Hij schreef later voor The Golden City Post.
Daarnaast schreef hij in 1953 nog het koorstuk Makhaliphile, dat hij opdroeg aan Trevor Huddleston en waarin hij Europees-klassieke, Zuid-Afrikaanse en jazzthema's combineerde. In 1956, ter gelegenheid van de zeventigste verjaardag van Johannesburg, componeerde hij het stuk Uxolo, dat werd uitgevoerd door een massakoor. Als jazzpianist werkte hij inmiddels samen met bekende groepen als de Manhattan Brothers en de Harlem Swingsters, met wie hij door het land en in Mozambique toerde.
In 1958 componeerde hij de muziek en enkele teksten voor zijn musical King Kong, een mijlpaal in de Zuid-Afrikaanse muziek vanwege de sterke ontvangst. In het volgende jaar schreef hij nog de musical Mkhumbane, grotendeels gekenmerkt door a capella koren, waarin hij de gedwongen verhuizingen uit de township Cato Manor bij Durban thematiseerde.
Gefrustreerd door het apartheidsbeleid van de Zuid-Afrikaanse staat, maakte Matshikiza in 1960 van de gelegenheid gebruik om naar Londen te verhuizen voor de Engelse uitvoering van zijn musical King Kong. Hij vond echter geen manier om zich te vestigen in het Britse muziekcircuit, speelde af en toe piano in het nachtclubcircuit, gaf muzieklessen en werkte als journalist voor Britse kranten. Hij schreef de Todd-column in Londen voor Drum magazine. In 1961 publiceerde hij ook een boek met autobiografische verhalen.
In 1964 vond hij een baan bij de Zambian Broadcasting Corporation en keerde met zijn gezin terug naar Afrika als radiomaker. In 1967 werd hij etnomusicoloog voor de Zambiaanse informatiedienst.

## Overlijden
Todd Matshikiza overleed in maart 1968 op 46- of 47-jarige leeftijd.

## Onderscheidingen
- 1999 (postuum): Order for Meritorious Service in zilver

## Boeken
- Chocolates for My Wife. Hodder & Stoughton, 1961; 2nd edition, David Philip Publishers, 1982, ISBN 0-90-839683-X.
- With the Lid Off: South African insights from home and abroad 1959-2000. M&G Books, ISBN 0-620-26244-3, samen met John Matshikiza.